# Lista siturilor arheologice din județul Iași - L
Lista siturilor arheologice din județul Iași - L conține toate siturile arheologice din județul Iași înscrise în Repertoriul Arheologic Național (RAN) și aflate în localități al căror nume începe cu litera L. RAN este administrat de Ministerul Culturii și Patrimoniului Național și cuprinde date științifice, cartografice, topografice, imagini și planuri, precum și orice alte informații privitoare la zonele cu potențial arheologic, studiate sau nu, încă existente sau dispărute.
Puteți căuta un sit din localitățile care încep cu litera L folosind formularul de mai jos sau puteți naviga prin toate siturile din județ la Lista siturilor arheologice din județul Iași.
| Cod RAN                                  | Denumire | Localitate                        | Adresă     | Datare                                         | Descoperit | Coordonate | Imagine           | Erori            |
| ---------------------------------------- | --- | --------------------------------- | ---------- | ---------------------------------------------- | ---------- | ---------- | ----------------- | ---------------- |
| 98284.01.01 (Cod LMI: IS-I-m-B-03611.03) | Așezarea preistorică de la Larga-Jijia - "La Grădină" / ansamblu anonim (Categorie: locuire civilă) (Tip: Așezare)           | sat Larga-Jijia, comuna Movileni  | La Grădină | ceramicii liniare                              |            |            | Încărcați imagine | Raportați eroare |
| 98284.01.02 (Cod LMI: IS-I-m-B-03611.02) | Așezarea preistorică de la Larga-Jijia - "La Grădină" / ansamblu anonim (Categorie: locuire civilă) (Tip: Așezare)           | sat Larga-Jijia, comuna Movileni  | La Grădină | Precucuteni - II                               |            |            | Încărcați imagine | Raportați eroare |
| 98284.01.03 (Cod LMI: IS-I-m-B-03611.01) | Așezarea preistorică de la Larga-Jijia - "La Grădină" / ansamblu anonim (Categorie: locuire civilă) (Tip: Așezare)           | sat Larga-Jijia, comuna Movileni  | La Grădină |                                                |            |            | Încărcați imagine | Raportați eroare |
| 97688.01.01 (Cod LMI: IS-I-m-B-03612.09) | Așezarea Criș de la Lețcani / ansamblu anonim (Categorie: locuire civilă) (Tip: Așezare)                                     | sat Lețcani, comuna Lețcani       |            | Starčevo - Criș                                |            |            | Încărcați imagine | Raportați eroare |
| 97688.01.02 (Cod LMI: IS-I-m-B-03612.08) | Așezarea Criș de la Lețcani / ansamblu anonim (Categorie: locuire civilă) (Tip: Așezare)                                     | sat Lețcani, comuna Lețcani       |            | Ceramicii liniare                              |            |            | Încărcați imagine | Raportați eroare |
| 97688.01.03 (Cod LMI: IS-I-m-B-03612.07) | Așezarea Criș de la Lețcani / ansamblu anonim (Categorie: locuire civilă) (Tip: Așezare)                                     | sat Lețcani, comuna Lețcani       |            | Cucuteni - A                                   |            |            | Încărcați imagine | Raportați eroare |
| 97688.01.04 (Cod LMI: IS-I-m-B-03612.06) | Așezarea Criș de la Lețcani / ansamblu anonim (Categorie: locuire civilă) (Tip: Așezare)                                     | sat Lețcani, comuna Lețcani       |            | Cucuteni - AB                                  |            |            | Încărcați imagine | Raportați eroare |
| 97688.01.05 (Cod LMI: IS-I-s-B-03612)    | Așezarea Criș de la Lețcani / ansamblu anonim (Categorie: locuire civilă) (Tip: Așezare)                                     | sat Lețcani, comuna Lețcani       |            | Cucuteni - B                                   |            |            | Încărcați imagine | Raportați eroare |
| 97688.01.06 (Cod LMI: IS-I-m-B-03612.04) | Așezarea Criș de la Lețcani / ansamblu anonim (Categorie: locuire civilă) (Tip: Așezare)                                     | sat Lețcani, comuna Lețcani       |            | Noua                                           |            |            | Încărcați imagine | Raportați eroare |
| 97688.01.07 (Cod LMI: IS-I-m-B-03612.03) | Așezarea Criș de la Lețcani / ansamblu anonim (Categorie: locuire civilă) (Tip: Așezare)                                     | sat Lețcani, comuna Lețcani       |            |                                                |            |            | Încărcați imagine | Raportați eroare |
| 97688.01.08 (Cod LMI: IS-I-m-B-03612.02) | Așezarea Criș de la Lețcani / ansamblu anonim (Categorie: locuire civilă) (Tip: Așezare)                                     | sat Lețcani, comuna Lețcani       |            | sec. III-IV                                    |            |            | Încărcați imagine | Raportați eroare |
| 97688.01.09 (Cod LMI: IS-I-m-B-03612.01) | Așezarea Criș de la Lețcani / ansamblu anonim (Categorie: locuire civilă) (Tip: Așezare)                                     | sat Lețcani, comuna Lețcani       |            | sec. XVIII                                     |            |            | Încărcați imagine | Raportați eroare |
| 95890.01.01 (Cod LMI: IS-I-m-B-03613.01) | Situl arheologic de la Liteni - "Pe Curte" / ansamblu Vatra satului Ulmi - Liteni (Categorie: locuire civilă) (Tip: Așezare) | sat Liteni, comuna Belcești       | Pe Curte   | sec. XV - XVI                                  |            |            | Încărcați imagine | Raportați eroare |
| 95890.01.02 (Cod LMI: IS-I-m-B-03613.02) | Situl arheologic de la Liteni - "Pe Curte" / ansamblu anonim (Categorie: locuire civilă) (Tip: depozit de bronzuri)          | sat Liteni, comuna Belcești       | Pe Curte   |                                                |            |            | Încărcați imagine | Raportați eroare |
| 96307.01.01 (Cod LMI: IS-I-m-B-03614.08) | Situl arheologic de la Lunca Cetățuii - "Zane" / ansamblu anonim (Categorie: locuire civilă) (Tip: Așezare)                  | sat Lunca Cetățuii, comuna Ciurea | Zane       | ceramicii liniare                              |            |            | Încărcați imagine | Raportați eroare |
| 96307.01.02 (Cod LMI: IS-I-m-B-03614.07) | Situl arheologic de la Lunca Cetățuii - "Zane" / ansamblu anonim (Categorie: locuire civilă) (Tip: Așezare)                  | sat Lunca Cetățuii, comuna Ciurea | Zane       | Cucuteni - A                                   |            |            | Încărcați imagine | Raportați eroare |
| 96307.01.03 (Cod LMI: IS-I-m-B-03614.06) | Situl arheologic de la Lunca Cetățuii - "Zane" / ansamblu anonim (Categorie: locuire civilă) (Tip: Așezare)                  | sat Lunca Cetățuii, comuna Ciurea | Zane       | Cucuteni - B                                   |            |            | Încărcați imagine | Raportați eroare |
| 96307.01.04 (Cod LMI: IS-I-m-B-03614.05) | Situl arheologic de la Lunca Cetățuii - "Zane" / ansamblu anonim (Categorie: locuire civilă) (Tip: Așezare)                  | sat Lunca Cetățuii, comuna Ciurea | Zane       |                                                |            |            | Încărcați imagine | Raportați eroare |
| 96307.01.05 (Cod LMI: IS-I-m-B-03614.04) | Situl arheologic de la Lunca Cetățuii - "Zane" / ansamblu anonim (Categorie: locuire civilă) (Tip: Așezare)                  | sat Lunca Cetățuii, comuna Ciurea | Zane       | geto-dacică                                    |            |            | Încărcați imagine | Raportați eroare |
| 96307.01.06 (Cod LMI: IS-I-m-B-03614.03) | Situl arheologic de la Lunca Cetățuii - "Zane" / ansamblu anonim (Categorie: locuire civilă) (Tip: Așezare)                  | sat Lunca Cetățuii, comuna Ciurea | Zane       | sec. IV                                        |            |            | Încărcați imagine | Raportați eroare |
| 96307.01.07 (Cod LMI: IS-I-m-B-03614.02) | Situl arheologic de la Lunca Cetățuii - "Zane" / ansamblu anonim (Categorie: locuire civilă) (Tip: Așezare)                  | sat Lunca Cetățuii, comuna Ciurea | Zane       | sec. VIII - IX                                 |            |            | Încărcați imagine | Raportați eroare |
| 96307.01.08 (Cod LMI: IS-I-m-B-03614.01) | Situl arheologic de la Lunca Cetățuii - "Zane" / ansamblu anonim (Categorie: locuire civilă) (Tip: Așezare)                  | sat Lunca Cetățuii, comuna Ciurea | Zane       | sec.XVII-XVIII                                 |            |            | Încărcați imagine | Raportați eroare |
| 98284.02.01 (Cod LMI: IS-II-m-B-04188)   | Biserica de la Larga-Jijia / ansamblu anonim (Categorie: structură de cult/religioasă) (Tip: Biserică de lemn)               | sat Larga-Jijia, comuna Movileni  |            | sec. XVIII, reclăd. pe amplasament nou în 1861 |            |            | Încărcați imagine | Raportați eroare |